# Utahraptor
A Utahraptor (nevének jelentése 'utahi rabló') a dromaeosaurida dinoszauruszok legnagyobb ismert neme, amely a kora kréta kor valangini időszakában jelent meg és a barremi korszakának végén tűnt el, tehát körülbelül 139-134,6 millió évvel ezelőtt élt.

## Anatómia
A Utahraptor hiányos holotípusa koponyatöredékekből, egy sípcsontból, karmokból és néhány farokcsigolyából áll. Egyes részei arra utalnak, hogy az állat kétszer nagyobb volt a Deinonychusnál. Más dromaeosauridákhoz hasonlóan a Utahraptor a második lábujján egy hatalmas görbe karmot viselt; az egyik példányhoz egy 22 centiméteres karom tartozik, melyről azt gondolják, hogy az élő állaton elérhette a 24 centimétert is. Körülbelül 7 méteres testhosszával és mintegy 500 kilogrammos tömegével a Utahraptor félelmetes ragadozó lehetett.
A feltételezés szerint közeli rokona volt a kisebb Dromaeosaurusnak és az óriás mongóliai dromaeosauridának, az Achillobatornak.
Bár tollak sosem kerültek elő a Utahraptorral kapcsolatban, a filogenetikus zárójelezésből (a jóval bazálisabb kládok tulajdonságai alapján levont következtetésből) származó bizonyíték alapján minden dromaeosaurida rendelkezhetett e függelékekkel. A Microraptor, az egyik legrégebben ismert dromaeosaurida, filogenetikailag jóval kezdetlegesebb a Utahraptornál. Mivel a Microraptor tollas volt, feltételezhető, hogy ez a tulajdonság a Dromaeosauridae család valamennyi tagjára jellemző volt. Nem valószínű, hogy a tollak többször fejlődtek ki a dromaeosauridák között, így az a feltételezés, hogy a Utahraptor tollatlan volt, külön bizonyítékot igényelne. Emellett az, hogy a Velociraptor legalább részben tollas volt, szintén arra utal, hogy a tollak nem vesztek el a nagyobb, fejlettebb dromaeosaurida nemeknél sem.

## Felfedezés
A Utahraptort James Kirkland, Robert Gaston, és Donald Burge fedezte fel 1991-ben, a Utah állam keleti részén levő Grand Countyban, a Cedar Mountain-formáció Yellow Cat és Poison Strip nevű tagozataiban. A radiometrikus kormeghatározás alapján a Cedar Mountain-formáció ezen részei 134,6, de egyes leletek 139 millió évvel ezelőtt rakódtak le.  A típuspéldányt a Kelet-Utahi Főiskola Őslénytani Múzeumában (College of Eastern Utah Prehistoric Museum) helyezték el, de a legnagyobb Utahraptor fosszília-gyűjtemény a Brigham Young University birtokában van.
A típusfajt, a Utahraptor ostrommaysorumot (a nem egyetlen ismert faját) a Peabody Természetrajzi Múzeum (Peabody Museum of Natural History) őslénykutatójáról, John Ostromról és a Dinamation International alapítójáról, Chris Maysről nevezték el. James Kirkland az állat speciális karmával kapcsolatos elképzeléséhez felhasználta egy szobrász, Raymond Persinger ötleteit is.

## Popkulturális hatás
- Robert T. Bakker Raptor Red című regénye egy Utahraptor történetét meséli el az állat szemszögéből.
- A BBC Dinoszauruszok, a Föld urai és a History Channel Jurassic Fight Club című sorozatában látható a Utahraptor viselkedésének és életmódjának elméleti rekonstrukciója. Az állat mindkét műsorban (egy, a fejen levő kisebb tarajtól eltekintve) szinte teljesen tollak nélkül jelenik meg, emellett az előbbiben Európában is látható, annak ellenére, hogy a maradványait csak Észak-Amerikában találták meg, az utóbbiban pedig több anatómiai pontatlanság figyelhető meg, például az elcsavart helyzetben levő kezek.
- A Utahraptor a Dinosaur Comics című webes képregény egyik főszereplője. Az állat ebben a műben tollak nélkül látható.
- Két Utahraptor gonosztevőként jelenik meg az Őslények országa 11. – A pöttömszauruszok támadása című animációs filmben.
- Paul Zindel Raptor című regénye egy olyan továbbfejlődött, tollatlan Utahraptor fajt mutat be, amely egy barlangrendszerben él a mai Utah államban.

## Képek

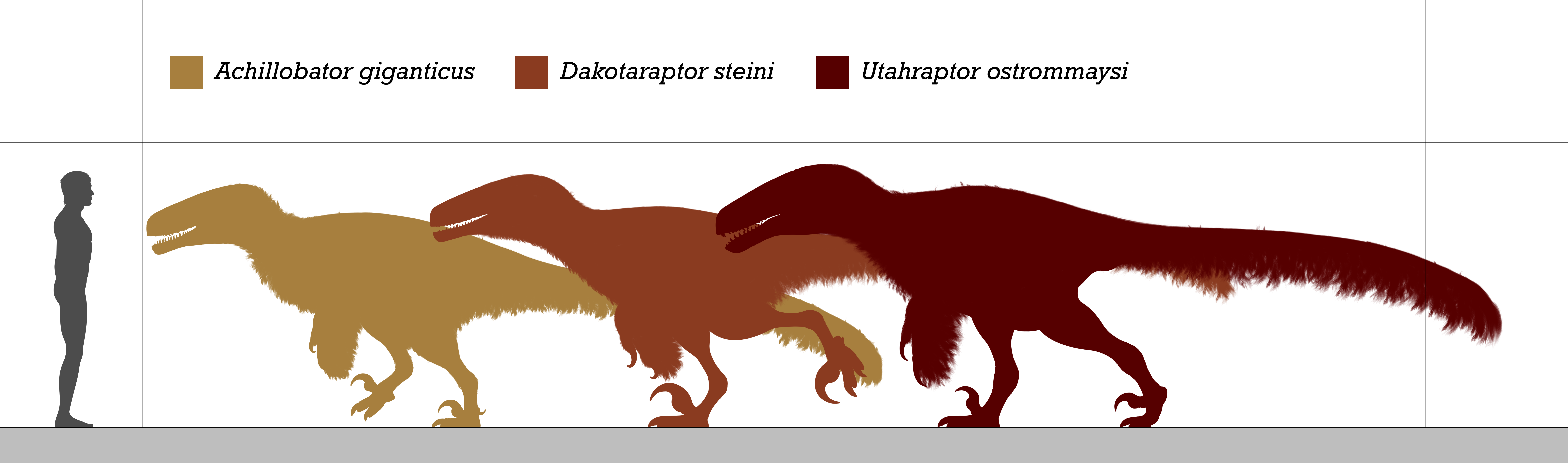
A Utahraptor, két rokon faj és az ember méretének összehasonlítása
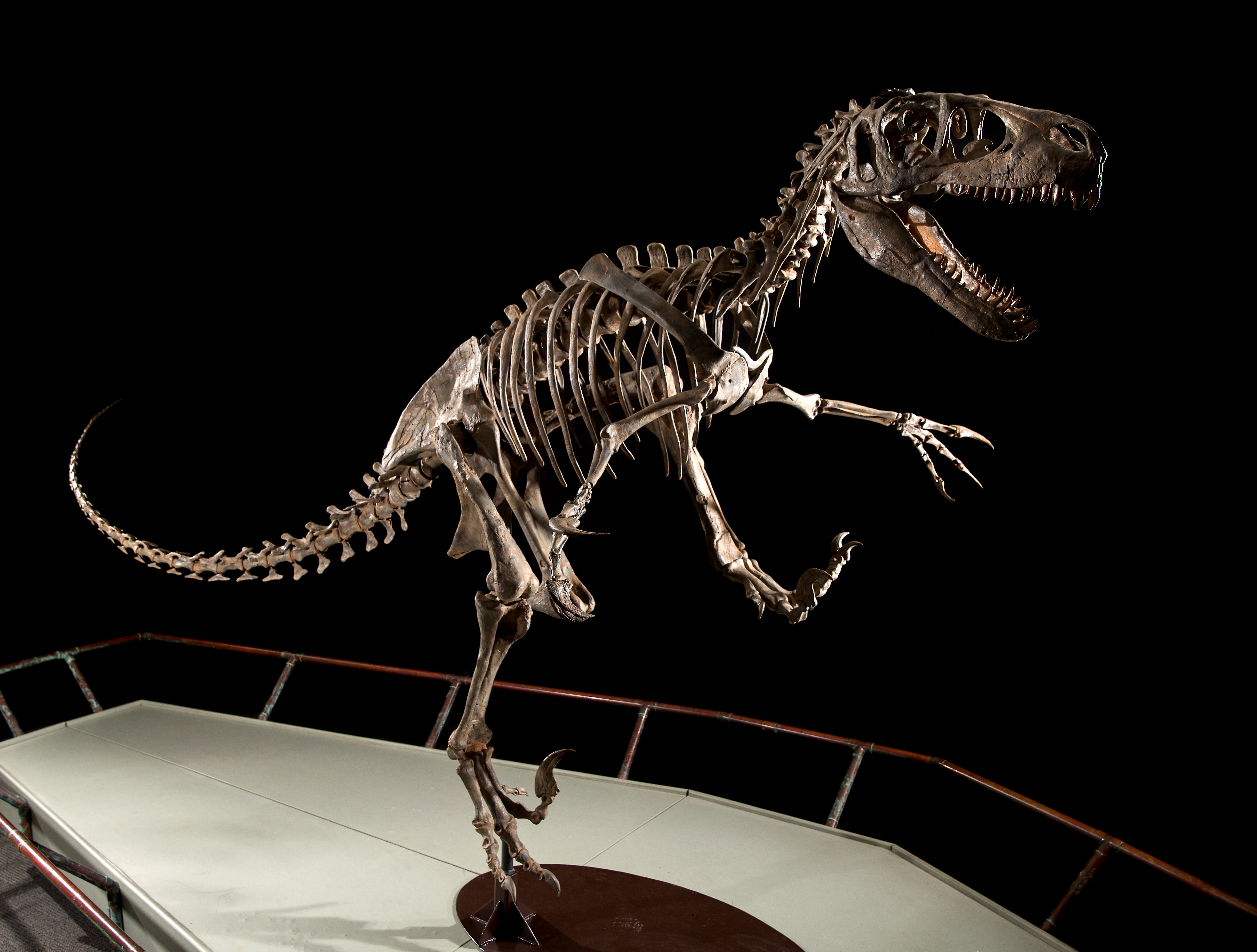
A Utahraptor csontvázának másolata
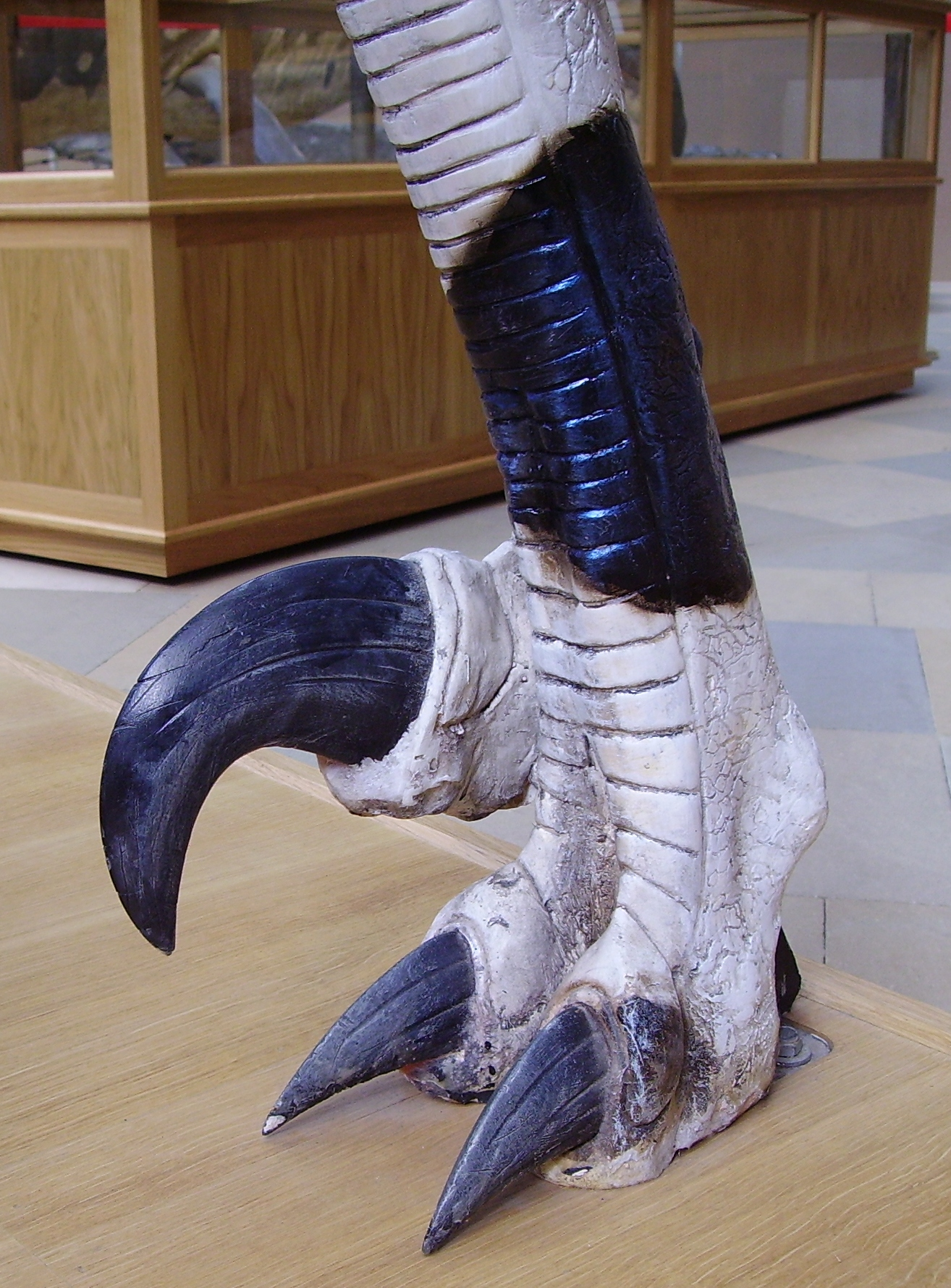
A Utahraptor lábának modellje a speciális karommal

## Fordítás
- Ez a szócikk részben vagy egészben  az   Utahraptor című angol Wikipédia-szócikk ezen változatának fordításán alapul.  Az eredeti cikk szerkesztőit annak laptörténete sorolja fel. Ez a jelzés csupán a megfogalmazás eredetét és a szerzői jogokat jelzi, nem szolgál a cikkben szereplő információk forrásmegjelöléseként.